# La Noria, Hidalgo
La Noria är en ort i Mexiko.   Den ligger i kommunen Mineral de la Reforma och delstaten Hidalgo, i den sydöstra delen av landet, 80 km nordost om huvudstaden Mexico City. La Noria ligger 2 346 meter över havet och antalet invånare är 172.
Terrängen runt La Noria är kuperad norrut, men söderut är den platt. Runt La Noria är det mycket tätbefolkat, med 1 135 invånare per kvadratkilometer. Närmaste större samhälle är Pachuca de Soto, 7,4 km norr om La Noria. Omgivningarna runt La Noria är i huvudsak ett öppet busklandskap.